# Campionato del mondo F.I.S.A. di Subbuteo 1982 - Categoria juniores
Il "4th F.I.S.A. World Championships" di Subbuteo (Calcio da tavolo) di Barcellona in Spagna.
Fasi di qualificazione ed eliminazione diretta della Categoria Juniores.
Per la classifica finale vedi Classifica.
Per le qualificazioni delle altre categorie:
- Seniores

## Primo turno

### Girone 1
- D. Lambert  -  Simon Gold 2-1
- Chiang Teng  -  Fernandas 1-0
- D. Lambert  -  Chiang Teng 2-0
- Simon Gold  -  Fernandas 1-2
- D. Lambert  -  Fernandas 7-1
- Simon Gold  -  Chiang Teng 3-1

### Girone 2
- Pierpaolo Pesce  -  John Bailly 3-0
- Muth  -  Bruno Debray 1-2
- Pierpaolo Pesce  -  Muth 5-0
- John Bailly  -  Bruno Debray 0-6
- Pierpaolo Pesce  -  Bruno Debray 1-0
- Muth  -  John Bailly 1-0

### Girone 3
- Andreas Eckes  -  Adrian Bonnici 0-0
- Kaskiris  -  Roy Rainey 0-0
- Andreas Eckes  -  Kaskiris 3-2
- Adrian Bonnici  -  Roy Rainey 1-1
- Andreas Eckes  -  Roy Rainey 1-1
- Adrian Bonnici  -  Kaskiris 0-1

### Girone 4
- Van Buel  -  Rasmus Staal Nielsen 7-0
- Murphy  -  Skipwith 1-0
- Van Buel  -  Murphy 2-0
- Skipwith  -  Rasmus Staal Nielsen 1-0
- Van Buel  -  Skipwith 8-0
- Murphy  -  Rasmus Staal Nielsen 2-0

### Girone 5
- Berdala  -  Joseph Bonfante 0-3
- Giorgos Flamouridis  -  Casey 3-0
- Berdala  -  Giorgos Flamouridis 0-0
- Joseph Bonfante  -  Casey 3-0
- Berdala  -  Casey 5-0
- Joseph Bonfante  -  Giorgos Flamouridis 2-2

### Girone 6
- Dominique Demarco  -  Oliveita Faria 1-1
- Dominique Demarco  -  Cameron  4-3
- Oliveita Faria  -  Cameron 1-1

## Quarti di Finale

### Girone 1
- Van Buel  -  Simon Gold 1-2
- Van Buel  -  D. Lambert 1-1
- Simon Gold  -  D. Lambert 1-4

### Girone 2
- Kaskiris  -  Oliveita Faria 0-1
- Kaskiris  -  Pierpaolo Pesce 1-5
- Pierpaolo Pesce  -  Oliveita Faria 2-0

### Girone 3
- Andreas Eckes  -  Murphy 3-1
- Andreas Eckes  -  Joseph Bonfante 3-5
- Murphy  -  Joseph Bonfante 1-3

### Girone 4
- Giorgos Flamouridis  -  Bruno Debray 1-2
- Dominique Demarco  -  Bruno Debray 0-1
- Giorgos Flamouridis  -  Dominique Demarco 1-2

## Semifinali
- D. Lambert  -  Joseph Bonfante 5-6
- Pierpaolo Pesce  -  Bruno Debray 1-2 d.c.p.

## Finale 3º/4º posto
- Pierpaolo Pesce  -  D. Lambert 4-3 d.c.p.

## Finale 1º/2º posto
- Joseph Bonfante  -  Bruno Debray 6-5 d.c.p.